# 中甸翠雀花
中甸翠雀花（学名：Delphinium yuanum）为毛茛科翠雀属的植物，为中国的特有植物。分布在中国大陆的云南等地，生长于海拔3,000米的地区，多生长于高山草地，目前尚未由人工引种栽培。